# Thomas Graham Jackson
Sir Thomas Graham Jackson, (21 de dezembro de 1835 – 7 de novembro de 1924) foi um dos mais importantes arquitetos ingleses de sua geração.
Estudou no Brighton College e na Universidade de Oxford, sendo discípulo de sir George Gilbert Scott. Deixou muitos edifícios, e é mais lembrado pelos que construiu em Oxford para vários colégios da universidade. Muito da sua carreira foi devotada à educação e deu aulas em várias instituições. Também foi um teórico influente e historiador da arquitetura, publicando entre outros trabalhos Architecture, A Profession or an Art (1892). Foi criado baronete de Eagle House em 1913.